# Edda Tille-Hankamer
Edda Tille-Hankamer (* 19. März 1895 in Glasgow; † 29. Januar 1982 in Las Vegas, Nevada) war eine deutsch-amerikanische Germanistin und Hochschullehrerin.

## Werdegang
Edda Tille, deren Vater Dozent für deutsche Sprache und Literatur an der Universität Glasgow war, wuchs zunächst in Schottland, ab 1900 in Bonn auf. Sie studierte Germanistik und Kunstgeschichte in Berlin und Bonn. 1920 wurde sie an der Universität Bonn mit einer Dissertationsschrift "Zur Sprache der Urkunden des Herzogtums Geldern" promoviert. Anschließend arbeitete sie als Assistentin ihres Doktorvaters Theodor Frings am Rheinischen Wörterbuch, das am Institut für geschichtliche Landeskunde der Rheinlande erstellt wurde. Zugleich war sie als Bibliothekarin des Niederländischen Seminars tätig und legte nach der Promotion auch noch ein Staatsexamen ab.
1925 habilitierte sich Edda Tille an der Universität Köln mit der unveröffentlichten Arbeit "Studien zur Volkskunde des Rheinlandes". Sie war damit (nach der Historikerin Ermentrude von Ranke) erst die zweite Frau, die sich an der 1919 neugegründeten Kölner Universität habilitieren konnte. Als Privatdozentin mit einer Venia legendi für Deutsche Philologie mit besonderer Berücksichtigung des Rheinischen und Niederländischen lehrte sie in Köln allerdings nur selten. Stattdessen ließ sie sich an der dortigen Universität beurlauben, um als assistent professor am renommierten Wellesley College in Massachusetts/USA im Fach Germanistik zu unterrichten, wo sie – mit Unterbrechungen – bis 1932/33 tätig blieb. 1928 heiratete sie den seinerzeit als außerordentlicher Professor in Bonn bzw. Köln lehrenden Germanisten Paul Hankamer; 1930 und 1933 kamen ihre beiden Söhne zur Welt.
Zurück in Deutschland folgte sie ihrem Mann, der 1933 als Ordinarius für Deutsche Sprache und Literaturgeschichte an die Universität Königsberg wechselte. Auch sie selbst wurde in Königsberg eventuell noch zur außerordentlichen Professorin für Volkskunde ernannt. In Köln legte sie jedenfalls im September 1933 ihre Lehrberechtigung nieder. Ob sie diesen Schritt freiwillig unternahm oder damit nur dem ohnehin zu erwartenden Entzug der Lehrbefugnis aus rassistischen Gründen zuvorkam (ihre Mutter war jüdischer Herkunft), sorgte nach 1945 für Auseinandersetzungen in ihrem Verfahren um Wiedergutmachung (im Streit um Pensionsansprüche und Wiedergutmachung nationalsozialistischen Unrechts unterlag sie schließlich den deutschen Behörden und zog 1956 den Antrag zurück).
1938 emigrierte Edda Tille-Hankamer nach der Trennung von ihrem Mann in die Vereinigten Staaten. Im Exil war sie zunächst gezwungen, sich mit Gelegenheitsjobs als Pflegerin oder Haushälterin durchzuschlagen. Ab 1939 unterrichtete sie als Lehrerin an einer privaten Schule in Richmond/Virginia, ab 1943 in New Hope/Pennsylvania.
Eine akademische Position erlangte sie erst wieder im Jahr 1945 als Professorin am Frauencollege Seton Hill in Greensburg/Pennsylvania. 1953 wurde sie an die University of Tennessee in Knoxville berufen und dort 1965 emeritiert.

## Werke
- Zur Sprache der Urkunden des Herzogtums Geldern (Rheinische Beiträge und Hülfsbücher zur germanischen Philologie und Volkskunde; 7). Schroeder, Bonn u. a. 1925.